# اللؤلؤة والموجة
اللؤلؤة والموجة (بالفرنسية: La Perle et la vague)‏  تُعرف أيضاً بأسم الموجة واللؤلؤة لوحة رسمها الفنان الفرنسي بول جاك إميه بودري في 1862.
قوبلت اللوحة بالثناء من النقاد واثنوا على أسلوب بول. وصفها الرسام كينيون كوكس بأنها أكثر لوحة تميزاً في فن العري في القرن ال 19.
في عام 1863 قامت الامبراطورة أوجيني بشراء اللوحة، مقابل 20 ألف فرنك فرنسي، كانت ثاني أغلى عملية شراء للوحات قامت بها.
حالياً تعرض اللوحة في متحف ديل برادو في مدريد.